# La casa de las siete mujeres
La casa de las siete mujeres o Siete mujeres (en portugués: A Casa das Sete Mulheres) es una miniserie histórica brasileña, emitida en 2003 por TV Globo. Está basada en el libro  homónimo de 2002, de la escritora brasileña Leticia Wierchowski.

## Trama
La historia transcurre durante la Revolução Farroupilha en Rio Grande do Sul, actual estado del sur del Brasil, entre los años 1835 y 1845. En esta novela se narra la vida de siete mujeres de la familia de Bento Gonçalves da Silva, general y jefe de la revolución que pretendía la abolición de la esclavitud y la independencia de Rio Grande do Sul, bajo un gobierno republicano.
Ellas habitan en la casa de la hacienda familiar, protegidas de los posibles ataques de las tropas imperiales. Las muchachas jóvenes viven en contraposición sus ímpetus con las tradiciones de casamientos arreglados, los prejuicios de la época y sobre todo la intransigencia de Doña María,  hermana de Bento y madre de tres hijas, que habiendo reprimido una pasión juvenil, es cruel y represiva. En ese contexto el General Italiano Garibaldi llega a la hacienda y se enamora de Manuela (sobrina de Bento, y de la cual su hijo mayor está totalmente enamorado). Así se da comienzo a una serie de amores cruzados, siendo el más romántico el que protagonizan Rosario (hermana de Manuela) y el capitán imperial Estevão. 
La novela toca temas sobrenaturales: premoniciones, videncias, y leyendas, que le dan un toque mágico a la misma,  en medio del relato histórico. 

### Reparto
| Actor/Actriz         | Personaje                           |
| -------------------- | ----------------------------------- |
| Camila Morgado       | Manuela de Paula Ferreira           |
| Thiago Lacerda       | Giuseppe Garibaldi                  |
| Giovanna Antonelli   | Anita Garibaldi                     |
| Werner Schünemann    | Bento Gonçalves                     |
| Eliane Giardini      | Doña Caetana Juana Francisca Garcia |
| Nívea Maria          | Doña María Gonçalves                |
| Bete Mendes          | Doña Ana Joaquina                   |
| Daniela Escobar      | Perpétua                            |
| Marcello Novaes      | Ignácio                             |
| Mariana Ximenes      | Rosário                             |
| Thiago Fragoso       | Capitán Esteban                     |
| Samara Felippo       | Mariana                             |
| Tarcísio Filho       | General Neto                        |
| Murilo Rosa          | Afonso Corte Real                   |
| Dalton Vigh          | Luigi Rossetti                      |
| Luís Melo            | Bento Manuel Ribeiro                |
| Rodrigo Faro         | Joaquim Ribeiro (Quincas)           |
| Jandira Martini      | Doña Antônia                        |
| Ângelo Antônio       | Tito Livio Zambeccari               |
| Ana Beatriz Nogueira | Doña Rosa                           |
| Zé Victor Castiel    | Chico Mascate                       |
| Heitor Martinez      | João Gutiérrez                      |
| Rosi Campos          | Consuelo                            |
| Maurício Gonçalves   | Terêncio                            |
| Marcos Barreto       | Paulo                               |
| Arieta Corrêa        | Bárbara                             |
| Juliana Paes         | Teiniaguá                           |
| Dado Dolabella       | Bentinho                            |
| Carla Regina         | Tina                                |
| Bruno Gagliasso      | Caetano                             |
| Amandha Lee          | Luzia                               |
| Mariah da Penha      | Viriata                             |
| Mary Sheyla          | Beata                               |
| André Luiz Miranda   | Netinho                             |
| Lafayette Galvão     | Padre                               |
| Carmo Dalla Vecchia  | Batista                             |
| Fábio Dias           | Bilbao                              |
| Ricardo Herriot      | John Griggs                         |
| Oscar Simch          | Davi Canabarro                      |
| Roberto Bomtempo     | Manuel Aguiar                       |
| André Mattos         | Pedro Boticário                     |
| Tarciana Saad        | Anahy                               |